# 2020年亞足聯U-16錦標賽
2020年亚足联U-16锦标赛原定为第19届亚足联U-16锦标赛，由亚洲足球联合会组织的为男子16岁以下两年一度的亚洲青年锦标赛足球锦标赛。该赛事于2019年9月17日由亚足联指定巴林主办，原计划于2020年9月16日至10月3日举行，但由于新冠疫情而两度推迟，最终亚足联于2021年1月25日宣布该项赛事取消，2023年亚足联U-17亚洲杯的主办权将由巴林获得。
原本，作为亚足联的代表，本届锦标赛的前四支球队有资格参加在秘鲁举行的2021年国际足联U-17世界杯，但同样由于新冠疫情，2021年U-17世界杯也被取消了。
本屆比賽將是自2006年以來最後一次以17歲以下錦標賽舉辦，因為亞足聯提議從2023年開始將錦標賽從16歲以下轉為17歲以下。